# Всеукраїнське товариство революційних музикантів
Всеукраїнське товариство революційних музикантів (ВУТОРМ) — музично-громадська організація, що діяла в Україні 1928–31 років. Утворилася внаслідок реорганізації музичного товариства ім. М. Леонтовича Об'єднувала композиторів і музикантів-виконавців. Керівництво культивувало групівщину й адміністрування, що не сприяло розвиткові музичного життя в країні. 1931 року більшість вутормівців перейшла до новоутвореної організації «Пролетмуз». Припинила свою діяльність після постанови ЦК ВКП(б) від 23 квітня 1932, яка узаконювала адміністративне втручання у творчий процес. Усі музичні організації ліквідовано, а музиканти, які підтримували платформу компартії, об'єдналися в єдину Спілку композиторів України (1932).